# Valentino Gallo
Valentino Gallo (Siracusa, 1985. július 17. –) olimpiai ezüstérmes (2012), világbajnok (2011) és Európa-bajnoki ezüstérmes (2010) olasz válogatott vízilabdázó, a Sport Manamagent játékosa.

## Eredményei

### Klubcsapattal
- LEN-bajnokok ligája-győztes : (2005) a Posillipo Napolival.
- LEN-Európa-kupa-győztes : (2015) a Posillipo Napolival.
- LEN-szuperkupa-győztes : (2005) a Posillipo Napolival.

### Válogatottal
- Olimpiai ezüstérmes (2012)
- Világbajnok (2011)
- Európa-bajnoki ezüstérmes (2010)